# Lois Maxwell
Lois Maxwell, de nom real Lois Hooker (Kitchener, Canadà, 14 de febrer de 1927 - Fremantle a Austràlia, 29 de setembre de 2007) va ser una actriu canadenca.

## Biografia
Nascuda al Canadà, debuta a la ràdio abans d'instal·lar-se amb 15 anys al Regne Unit l'any 1942 amb els actors de l'exèrcit canadenc, on comença una carrera d'actriu. És ajudada per Lady Mountbatten que l'ha fa entrar a la Royal Academy of Dramatic Art on fa amistat amb Roger Moore.
Es trasllada a Hollywood als anys 40. Obté el seu primer paper l'any 1946 al costat de David Niven a Stairway to Heaven. Obté un Premis Globus d'Or (New Star Of The Year - Actress) l'any 1948 pel seu paper a That Hagen Girl..
Torna al Regne Unit, apareix a Lolita i a diversos episodis de sèries de televisió. Actua a l'episodi Someone Waiting de la sèrie The Persuaders! amb Roger Moore.
El seu paper més conegut és el de Miss Moneypenny — membre consagrat del MI6 i sensible a l'encant de James Bond — interpretat de 1962 a 1985 als catorze primers films de la franquícia James Bond, produïts per EON Produccions. És després de Desmond Llewelyn l'actor o actriu que ha aparegut més sovint a la sèrie dels films.
El seu últim paper és a El quart àngel, l'any 2001. Va marxar a viure a Austràlia a prop del seu fill, i mor d'un càncer el 29 de setembre de 2007 a l'hospital de Fremantle.

## Filmografia

### Cinema
- 1946: Stairway to Heaven
- 1947: That Haten Girl, amb Shirley Temple i Ronald Reagan
- 1950: Demà serà massa tard
- 1951: Lebbra bianca d'Enzo Trapani
- 1953: Aïda de Clemente Fracassi amb Sophia Loren
- 1953: Mantrap de Terence Fisher
- 1954: Submarine Attack
- 1957: Kill Me Tomorrow de Terence Fisher: Jill Brook
- 1962: Lolita
- 1962: Agent 007 contra el Dr. No (Dr No)
- 1963: The Haunting
- 1963: Des de Rússia amb amor (From Russia with Love)
- 1964: Goldfinger
- 1965: Operació Tro
- 1967: Només es viu dues vegades
- 1969: 007 al servei secret de Sa Majestat
- 1970: The Adventurers de Lewis Gilbert (no surt als crèdits)
- 1971: Diamants per a l'eternitat
- 1973: Viu i deixa morir
- 1974: L'home de la pistola d'or
- 1975: Bons baisers de Hong Kong, film on actua Miss Moneypenny al costat de Bernard Lee que fa d' M
- 1977: L'espia que em va estimar
- 1979: Moonraker, amb la seva filla Melinda Maxwell
- 1980: Mr. Patman
- 1981: Només per als teus ulls
- 1983: Octopussy
- 1985: The Blue Man de George Mihalka
- 2001: El quart àngel de John Irvin

### Televisió
- 1969: Rainbow country serie canadenca de 26 episodis
- 1962: The Saint: Simon and Delilah (sèrie de televisió): Beth Parish
- 1970: UFO: Srta. Hollande
- 1971: The Persuaders: Someone Waiting, de Peter Medak (sèrie de televisió): Louise Cornell